# Adolf I van Berg

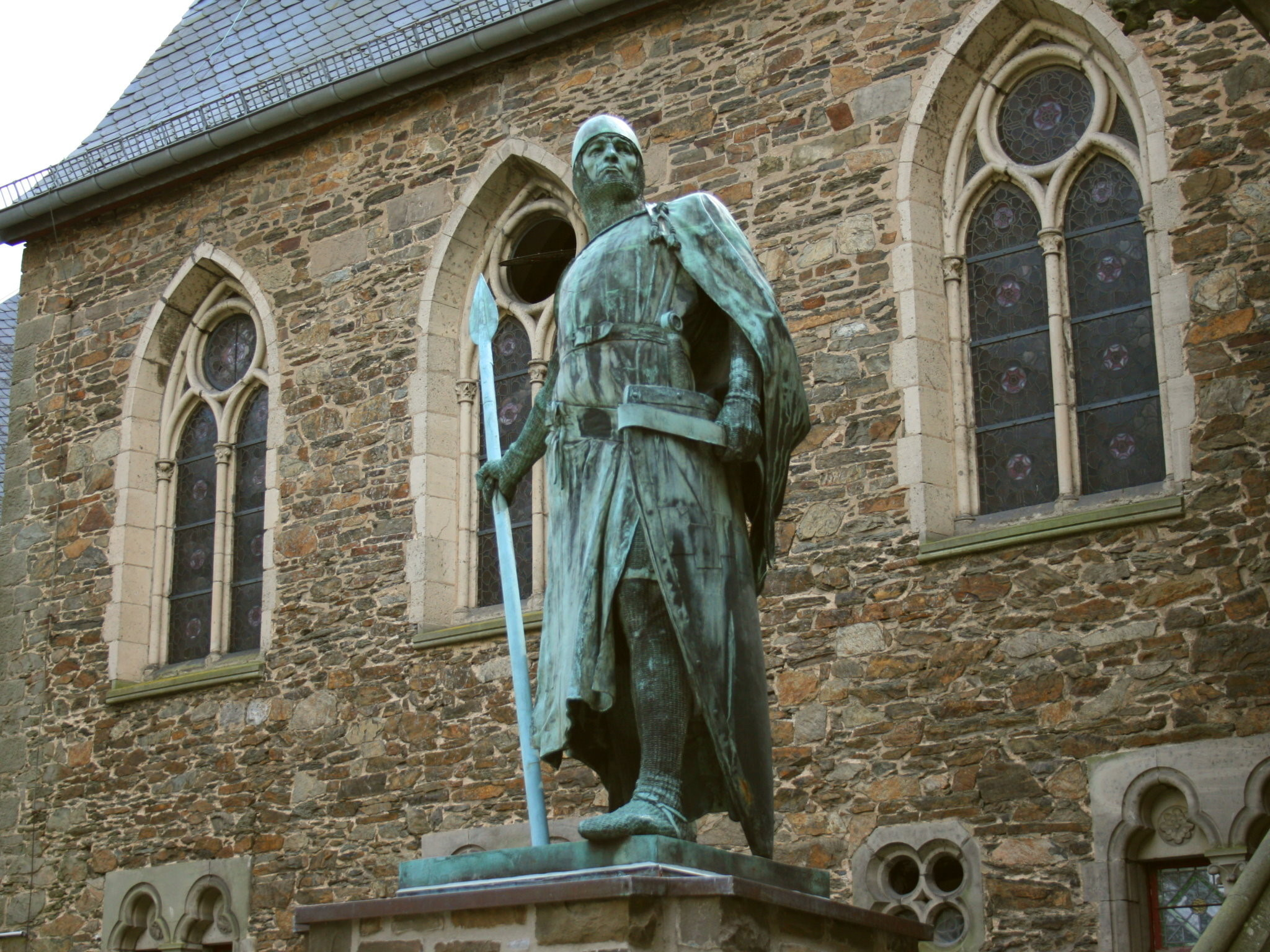
Historiserend standbeeld van Adolf I op de binnenplaats van het Slot Burg.

Adolf I van Berg (ca. 1045 - waarschijnlijk 31 juli 1106), in contemporaine documenten ook Adolf von Hövel genoemd, was de eerste in oorkonden teruggevonden graaf van Berg en wordt beschouwd als stichter van het gelijknamige graafschap. Zowel zijn biografische gegevens als ook familiebanden zijn door de beperkte bronnen die we hebben en die niet altijd even betrouwbaar zijn, niet eenduidig geweten en derhalve ook in het historisch onderzoek omstreden.

## Leven
Adolf was afkomstig uit een adellijke familie, die haar stamslot op de Burg Berge in Odenthal-Altenberg op de linkeroever van de Dhünn had en waarvan de leden zich vanaf de jaren 80 van de 11e eeuw naar deze burcht vernoemden. Er zijn weliswaar oudere oorkondes die het cognomen de Monte en de Berge vermelden, maar er wordt aan de echtheid respectievelijk onvervalstheid hiervan getwijfeld. Zo dateert bijvoorbeeld Otto Oppermann het ontstaan van deze oorkonden pas in de tweede helft van de 12e eeuw.
Adolf I kwam omstreeks 1045 ter wereld. Hij duikt voor het eerst in 1080 respectievelijk 1079/1089 in oorkonden van de Keulse aartsbisschop Sigewin von Are op, in dewelke hij als getuige wordt genoemd. Door haar nauwe banden met het Keulse aartsbisdom won het Huis Berg tijdens de 11e eeuw aan invloed en macht, zo werd bijvoorbeeld Adolf I door aartsbisschop Anno II met land op de rechter oever van de Rijn beleend.
Uit de kroniek van de Annalista Saxo kan worden afgeleid dat Adolf ten vroegste omstreeks 1090 een huwelijk met Adelheid van Lauffen, de dochter van graaf Hendrik II van Lauffen en daardoor ook erfgename van het Huis van de graven van Werl, aanging. Door deze verbintenis kwamen de Westfaalse bezittingen van Adelheid's grootvader Bernard II van Werl toe aan het Huis Berg en breidde hun grondbezit in Wupperbogen verder uit. Mogelijkerwijs was Adolf tevoren een eerste huwelijk met een lid van het Huis Schwarzburg aangegaan. Uit zijn huwelijk met Adelheid van Lauffen kwamen drie zonen voort:
- Adolf II (jaren 1090[10] - na 1160), opvolger van zijn vader als graaf van Berg
- Eberhard (ten laatste ca. 1100[11] - voor 1152), abt van het Cisterciënzerklooster van Sint-Georgenthal bij Gotha in Thüringen
- Bruno (ten laatste ca. 1100[11] - 1137), in 1131 als Bruno II tot aartsbisschop van Keulen verkozen

Daarenboven is het mogelijk, maar niet bewezen, dat Adolf I een dochter genaamd Gisela had, die met Sizzo III van Schwarzburg was getrouwd.
Volgens de kroniek van de graven van Kleef, van der Mark, Gelre, Gulik en Berg met de titel Cronica Comitum et principum de Clivis et Marca, Gelriæ, Juliæ et Montium; necnon Archiepiscoporum Coloniensium, usque ad annum 1392 zou Adolf I met Adelheid, een dochter van de graaf van Kleef, zijn getrouwd geweest. Veel van dit aan het begin van de 16e eeuw ontstane werk is echter nawijsbaar foutief, waardoor dit huwelijk in het huidige historische onderzoek als ongeloofwaardig wordt beschouwd.
In een keizerlijke oorkonde van Hendrik IV uit 1101 wordt Adolf als graaf vermeld. Een tweede oorkonde uit 1105 bevestigt zijn status nogmaals. Hij is daarmee de eerste uit het Huis Berg van wie de titel van graaf door oorkondes is bevestigd.